# Jonathan Firth
Jonathan Firth (født 6. april 1967) er en engelsk skuespiller bedst kendt for sine roller i britiske tv-produktioner Middlemarch, Far from the Madding Crowd, og Victoria & Albert.

## Tidlige liv
Jonathan Firth blev født i Essex, England. Hans mor, Shirley Jean (født Rolles), og hans far, David Norman Lewis Firth, var begge børn af Methodist missionærer i Indien, og begge arbejdede som lærere i Nigeria efter deres ægteskab. Han er lillebror til skuespiller Colin Firth og stemmecoach Kate Firth. Familien flyttede mange gange, fra Essex til Billericay og Brentwood, og derefter til St. Louis i USA i et år, hvor Jonathan var fem. Ved returnering til England bosatte familien sig i Winchester, Hampshire, hvor hans far blev en historielektor ved King Alfred's College og hans mor var en komparativ religionlektor ved King Alfred's College, Winchester (nu University of Winchester). Firths ønske om at blive skuespiller dukkede op, da han optrådte i en skole spille i en alder af elleve.
Firth studerede på Central School of Speech and Drama og Peter Symonds College i Winchester. Hans bofælle på et tidspunkt var skuespiller Rufus Sewell. Efter eksamen, turnerede han med Royal Shakespeare Company, hvor han debuterede i en alder af syvogtyve som Henrik VI (1994).